# Радомир
Радоми́р — українське і загальнослов'янське чоловіче ім'я, що означає «радість миру (людям)» або «радити (сприяти) миру». 
Короткі форми імені — Радо, Радко, Радек/Радик (також є самостійним іменем). Також існує жіноча форма імені — Радомира (Радимира, Радмира; Рада, Мира).

## Відповідності
У інших народів імені Радомир відповідають імена:
- рос., пол., серб., хорв., словац., угор., чеськ. Радомир, Радимир, Радмир, Радзимир, Радомер, Дамир
- також чеськ. Радим
- церк.-слов. Радило

## Персоналії
- Гаврило Радомир (бл. 970—1015) — син царя Болгарії Самуїла, на престол зійшов після смерті батька (1014—1015 року).
- Василевський Радомир Борисович (1930—1998) — український кінорежисер та кінооператор. Заслужений діяч мистецтв України.
- Сілін Радомир Іванович (1931—2018) — український вчений-технолог, академік Хмельницького Національного університету та Академії інженерних наук України.
- Радомир Мокрик [Архівовано 7 травня 2020 у Wayback Machine.] — український історик, науковий працівник Інституту східноєвропейських студій філософського факультету Карлового університету в Празі.
- Волхв Радомир — головний герой книги «Одкровення» (рос. «Откровение») письменниці Світлани де Роган-Левашової (1951 — 2010) з оригінальною версією подій щодо лицарів-тамлієрів, катарів, білого ієрарха Радомира та Марії Магдалини.